# Tennessee Waltz
Tennessee Waltz е популярна песен по музика на Пий Уий Кинг и текст Ред Ред Стюърд създадена през 1946 г. и излязла като сингъл 1948 г. Песента става популярна в изпълнение на Пати Пейдж. През 1965 г. хитът е признат като един от химните на щата Тенеси. През 1998 г. записът на Пейдж е приет в „Залата на славата на Грами“.

## Създаване
През 1946 г. Пий Уий Кинг е бендлидер на групата Golden West Cowboys, а Ред Стюърд е главен вокалист. Към коледните празници те и още няколко членове на бенда пътуват за Нашвил с камион, който превозва музикалните инструменти на групата. По радиото те чуват новата песен на Бил Монро The Kentucky Waltz. На Стюърд му хрумва мисълта да напише песен на име Tennessee Waltz, като използва мелодията на предишна песен на Книг No Name Waltz. Текстът е написан на кибритена кутия, докато Стюърд и Кинг нахвърлят думите.